# Gröningen
Gröningen este un oraș din landul Saxonia-Anhalt, Germania.

## Monumente
- Mănăstirea Gröningen, mănăstire benedictină din sec. al X-lea, în prezent biserică parohială luterană, cu un octogon romanic. Edificiul, înrudit cu Mănăstirea Hamersleben, prezintă similitudini cu arhitectura armeană.